# 巴尔巴拉诺罗马诺
巴尔巴拉诺罗马诺（義大利語：Barbarano Romano），是意大利维泰博省的一个市镇。总面积37.34平方公里，人口1106人，人口密度29.6人/平方公里（2009年）。ISTAT代码为056004。